# Оленевский скит
Оленевский скит — древнейший из нижегородских старообрядческих скитов, находившихся на реке Керженец. Ныне — деревня Большое Оленево Семёновского района Нижегородской области.

## История
Основан в XV веке иноками Желтоводского монастыря, сопровождавшими Макария Желтоводского в Унжу после разорения монастыря Улу-Махметом. По старообрядческому преданию, на месте, где был основан скит, по молитве преподобного Макария странникам явился олень — отсюда и произошло название скита.
После церковных реформ патриарха Никона оленевские пустынножители не приняли нововведений и ушли в раскол. Согласие, к которому принадлежал скит, определялось как беглопоповское («перемазанщики»).
После «Питиримова разоренья» в 1737 году скит был уничтожен, но был восстановлен после указа Екатерины II от 29 января 1762 года, прекратившего преследования старообрядцев за веру и дозволявшему им вернуться в Россию.
На начало XIX века в нём насчитывалось 14 женских обителей и он был одним из крупнейших и известнейших на Керженце (в 1826 году в нём было 5 часовен и 9 моленных). В 1834 году по указу Нижегородского губернского правления был составлен план скита с обозначением обителей и келий: в нём проживало 432 души мужского и женского пола, имелось 6 бывших кладбищ и одно действующее. С 1838 года скит в официальных документах назывался деревней, оставаясь по сути старообрядческим монастырём.
К моменту «выгонки» 1855 года в скиту было 18 обителей в которых проживала 1 схимонахиня и 48 инокинь, имелось 8 моленных. После «выгонки» было решено переселить обитателей Оленевского скита в Улангерский. В отчёте о состоянии раскола по Семёновскому уезду за 1857 год Оленевский скит значится как бывший, но семёновские священники писали, что многие скитницы продолжают проживать «по месту прежней приписки», поскольку фактически переселение не состоялось.

## Современное состояние
Оленевский скит стал основой деревни Большое Оленево, расположенной в 24 километрах от города Семёнова Нижегородской области. Это единственное поселение Семеновского района, возникшее непосредственно на месте скита.
Застройка деревни повторяет расположение скитских обителей. В деревне до настоящего времени проживают старообрядцы, которые ухаживают за могилами на остатках трёх старых кладбищ на могилах которых, за отсутствием моленной, совершаются по праздникам богослужения.